# Loulou Dédola
Loulou Dédola est un romancier, scénariste de bande dessinée et documentariste français, né le 1er mai 1967 dans le 2e arrondissement de Lyon. Son surnom « Loulou » lui vient de sa mère. Il est aussi auteur-compositeur-interprète au sein du groupe de musique RCP, actif dans la région lyonnaise, mais aussi en Côte d'Ivoire et au Nigeria, depuis la fin des années 1980. Il travaille à Pierre-Bénite et vit à Oullins commune d'Oullins-Pierre-Bénite depuis janvier 2024.

## Biographie
Loulou Dédola est né en 1967 à Lyon dans une famille nombreuse aux origines italiennes et chypriotes. Scénariste BD, documentariste et musicien, il est aussi romancier. Il crée son premier groupe de musique, « Bob radar et les mythes errants », alors qu'il a une dizaine d'années. Bien que né à Lyon, il grandit dans la banlieue lyonnaise, en particulier aux Minguettes où, dans les années 1990, il crée le groupe de musique RCP. 
En 2009, parait son roman 419 African Mafia, où l'écrivain montre à Lyon l'idylle improbable entre un jeune musicien lyonnais et une prostituée d'origine nigériane. En 2014, l’œuvre est adaptée dans un premier temps en bande dessinée,. La même année Eric Bartonio, réalise un film sous le titre seul de 419, avec Richard Bohringer.
En 2013, il intervient pour l'émission Spécial Investigation : French Connections - Au cœur des nouvelles mafias, diffusé la première fois, en janvier de la même année, dans une partie relative aux réseaux mafieux venus du Nigéria. C'est lors d'un séjour dans ce dernier pays qu'il a appris le pidgin nigérian.
En 2016, paraît sous le dessin de Merwan Jeu d'ombres en deux opus, une bande dessinée dramatique qui prend pour toile de fond la banlieue lyonnaise où l'auteur et le dessinateur dénoncent les accommodements de certains personnels politiques avec un communautarisme exacerbé par électoralisme.  
En 2018, paraît Le Père turc : À la recherche de Mustafa Kemal, aux éditions Glénat, qui raconte le combat de Afife, qui cherche par tous les moyens à éviter la radicalisation de Mehmet son neveu, en lui faisant découvrir le kémalisme, et la Turquie familiale,.
En 2019, paraît Fela back to Lagos, première collaboration avec le dessinateur Luca Ferrara. Cette bande dessinée aborde la vie du chanteur et homme politique nigérian, Fela Kuti, créateur de la République de Kalakuta,,.
En 2021, paraissent deux nouvelles bandes dessinées. Une première, Vendetta, la vengeance des Oulianov, qui met en avant l'idée selon laquelle Lénine aurait ordonné l'assassinat du tsar Nicolas II et de sa famille pour venger la mort de son propre-frère, Alexandre, exécuté par le régime tsariste en 1887. Un second ouvrage paraît la même année : Le Combat du siècle, bande dessinée qui raconte le parcours de Joe Frazier de son enfance dans le sud des États-Unis au combat éponyme contre Mohamed Ali qui s'est tenu le 8 mars 1971 au Madison Square Garden de New York,. Le combat marque aussi l'affrontement idéologique entre Mohammed Ali, volontiers communautariste, adepte des théories de Nation of Islam et la vision égalitariste de Joe Frazier.

## Publications

### Bande dessinée
- 419 African Mafia, éditions Ankama Editions, scénario : Loulou Dédola - dessin : Lelio Bonaccorso - couleur : Claudio Naccari , parue en 2014,  (ISBN 978-2-35910-356-4)
- Jeu d'ombres, éditions Glénat - scénario : Loulou Dédola - dessin et couleur : Merwan Chabane

1. Gazi ! parue en 2016  (ISBN 978-2-33102-436-8)
2. Ni ange ni maudit parue en 2017  (ISBN 9782331025648)

- Le Père turc. À la recherche de Mustafa Kemal, scénario : Loulou Dédola - dessin et couleur : Lelio Bonaccorso, éditions Glénat, parue en 2018,  (ISBN 978-2-344-01849-1).
- Fela back to Lagos, scénario : Loulou Dédola - dessin et couleur : Luca Ferrara, éditions Glénat, parue en 2019,  (ISBN 978-2-344-02569-7)
- Le Sarde, scénario : Loulou Dédola - dessin et couleur : Lelio Bonaccorso, éditions Glénat, parue en 2021,  (ISBN 9782344022894)
- Le Combat du siècle, scénario : Loulou Dédola - dessin et couleur : Luca Ferrara, Éditions Gallimard, Futuropolis, parue en 2021,  (ISBN 978-2-7548-2541-2)
- Vendetta, la vengeance des Oulianov, scénario : Loulou Dédola - dessin et couleur : Lelio Bonaccorso, éditions Steinkis, parue en 2021,  (ISBN 9782368464106)
- Il était une fois en Jamaïque, dessin de Luca Ferrara ; couleurs de Luca Ferrara & Gloria Martinelli, Futuropolis, 2023,  (ISBN 978-2277216988)[22]

### Manga
- Rap Game, scénario : Loulou Dédola, Dessin de Massimo Dall'oGlio, Futuropolis, Juin 2023,  (ISBN 9782754829755)[23]

### Roman
- 419 African Mafia, 314 pages, éditions Tribal Editions, paru en 2009,  (ISBN 9782359120059)

### Documentaires télé
- Spécial Investigation : French Connections - Au cœur des nouvelles mafias, réalisation : Jérôme Pierrat, Barbara Conforti, (diffusé le 7 janvier 2013, le 24 août 2013 et le 9 mars 2014 )

## RCP

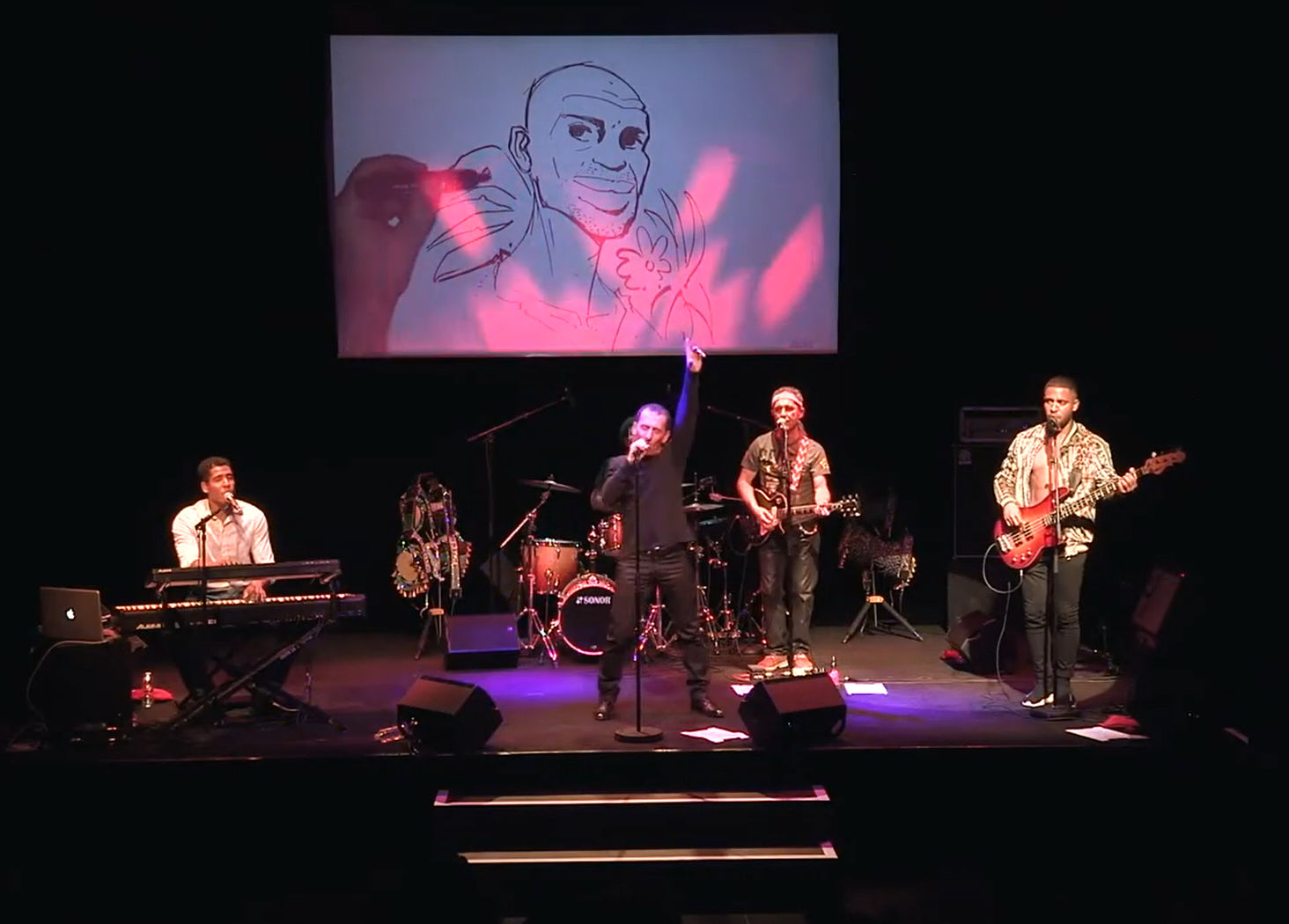
Le groupe de musique RCP lors d'un concert en mars 2020 à l'Opéra de Lyon.

### Discographie
- Funky Reggae Party (1993)
  - 1. Factory
  - 2. Rien que pour toi
  - 3. Funky Reggae Party
  - 4. C'est une époque difficile

- La banlieue chante (2003)
  - 1. Elle
  - 2. Superstar
  - 3. Bâtiment H
  - 4. I'm down
  - 5. Où est passé mon ami ?
  - 6. In My Broken English
  - 7. Tonight
  - 8. Face
  - 9. Rien que pour toi
  - 10. Bienvenue

- 419 (2011)
  - 1. L'Art et les Dollars
  - 2. Party Time
  - 3. Lagos
  - 4. N'Guessan
  - 5. Baby Cool
  - 6. Sweet Nigeria
  - 7. Vibrez Les Subs
  - 8. Trust Me
  - 9. 419
  - 10. Superstar

## Prix
- Prix BD Bulles d'Océan de Rochefort, 2021-2022[24].